# Giuseppe Massa
Giuseppe Massa (Napoli, 26 aprile 1948 – Napoli, 17 ottobre 2017) è stato un calciatore italiano, di ruolo centrocampista o attaccante.

## Biografia
Era il padre della calciatrice Azzurra, anche lei giocatrice a livello nazionale.
È scomparso improvvisamente nel 2017 all'età di 69 anni a seguito di un arresto cardiocircolatorio.

## Carriera

### Club

#### Internapoli e Lazio
Cresciuto nell'allora seconda squadra partenopea, l'Internapoli, con cui aveva disputato il campionato di Serie D, viene acquistato dalla Lazio nella stagione 1966-1967. Dopo un anno passato con la squadra Primavera biancoceleste, l'allora tecnico di prima squadra Roberto Lovati lo fece esordire in Serie B il 3 marzo 1968, nella partita Catania-Lazio (0-0).

Massa (accosciato, secondo da sinistra) nella Lazio del 1969-1970

Conquistato il posto da titolare, nella stagione di esordio realizza un totale di 3 gol, tra cui una doppietta nell'incontro Lazio-Reggina (2-2). La sua stagione più prolifica è quella in cui la Lazio centra la promozione in Serie A, nel 1971-1972: segna 12 gol e contribuisce in modo concreto alle 21 reti con cui il compagno di squadra Giorgio Chinaglia si aggiudica il titolo di capocannoniere del campionato cadetto.

#### Inter, Napoli e ultimi anni
Nell'estate del 1972 viene ceduto all'Inter in cambio dei cartellini di Mario Frustalupi, Massimo Silva più un conguaglio di 300 milioni. Dai nerazzurri, dopo due anni, si trasferisce al Napoli con cui si aggiudica una Coppa Italia nella stagione 1975-1976, e nell'annata successiva raggiunge la semifinale di Coppa delle Coppe.

Massa in azione al Napoli nella finale di Coppa Italia 1975-1976, contrastato dal veronese Bachlechner.

Dopo quattro stagioni all'ombra del Vesuvio, in cui va a segno 9 volte sia nella stagione 1975-1976 sia in quella successiva, si trasferisce all'Avellino, per poi tornare sotto l'ombra del Vesuvio ma per vestire i colori del Campania, nell'allora Serie C1, con cui chiude la carriera.
In carriera ha totalizzato complessivamente 266 presenze e 48 reti in Serie A e 81 presenze e 21 reti in Serie B.

## Statistiche

### Presenze e reti nei club
| Stagione        | Squadra         | Campionato      | Campionato | Campionato |
| Stagione        | Squadra         | Comp            | Pres       | Reti       |
| --------------- | --------------- | --------------- | ---------- | ---------- |
| 1965-1966       | Internapoli     | D               | 25         | 4          |
| 1966-1967       | Lazio           | A               | 0          | 0          |
| 1967-1968       | Lazio           | B               | 13         | 3          |
| 1968-1969       | Lazio           | B               | 30         | 6          |
| 1969-1970       | Lazio           | A               | 27         | 5          |
| 1970-1971       | Lazio           | A               | 29         | 5          |
| 1971-1972       | Lazio           | B               | 38         | 12         |
| Totale Lazio    | Totale Lazio    | Totale Lazio    | 137        | 31         |
| 1972-1973       | Inter           | A               | 22         | 2          |
| 1973-1974       | Inter           | A               | 21         | 2          |
| Totale Inter    | Totale Inter    | Totale Inter    | 43         | 4          |
| 1974-1975       | Napoli          | A               | 26         | 9          |
| 1975-1976       | Napoli          | A               | 30         | 9          |
| 1976-1977       | Napoli          | A               | 27         | 4          |
| 1977-1978       | Napoli          | A               | 19         | 2          |
| Totale Napoli   | Totale Napoli   | Totale Napoli   | 102        | 24         |
| 1978-1979       | Avellino        | A               | 23         | 4          |
| 1979-1980       | Avellino        | A               | 22         | 2          |
| 1980-1981       | Avellino        | A               | 20         | 4          |
| Totale Avellino | Totale Avellino | Totale Avellino | 65         | 10         |
| 1981-1982       | Campania        | C1              | 12         | 1          |
| 1982-1983       | Campania        | C1              | 28         | 2          |
| 1983-1984       | Campania        | C1              | 5          | 0          |
| Totale Campania | Totale Campania | Totale Campania | 45         | 3          |
| Totale carriera | Totale carriera | Totale carriera | 417        | 76         |

## Palmarès

### Club

#### Competizioni nazionali
- Campionato italiano di Serie B: 1

Lazio: 1968-1969
- Coppa Italia: 1

Napoli: 1975-1976

#### Competizioni internazionali
- Coppa delle Alpi: 1

Lazio: 1971
- Coppa di Lega Italo-Inglese: 1

Napoli: 1976

#### Altre competizioni
- Campionato De Martino: 1

Lazio: 1967-1968